# Fijicettia
Fijicettia (Horornis ruficapilla) är en fågel i familjen cettior inom ordningen tättingar.

## Utseende och läte
Fijicettian är en liten sångarliknande fågel med bjärt orangerött huvud. Undersidan är grå, ovansidan olivbrun och stjärten som ofta hålls rest är rostfärgad. Sången består av en mycket ljudlig vissling som stiger i ljudstyrka, medan lätet är ett kort "tsic-tsic".

## Utbredning och systematik
Fijicettia återfinns enbart i Fijiöarna och delas upp i fyra underarter med följande utbredning:
- H. r. ruficapilla – förekommer på Kadavu
- H. r. badiceps – Viti Levu
- H. r. castaneopterus – Vanua Levu
- H. r. funebris – Taveuni

### Släktestillhörighet
Artena inom Horornis har tidigare ingått i släktet Cettia, men genetiska studier visar att dessa arter är närmare släkt med släktena Phyllergates, Abroscopus och Tickellia än med t.ex. sumpcettia (Cettia cetti).

### Familjetillhörighet
Cettiorna placerades tidigare i den stora familjen sångare (Sylviidae). DNA-studier har dock visat att arterna i familjen inte är varandras närmaste släktingar och har därför delats upp i ett antal mindre familjer. Fjicettian med släktingar förs idag till familjen cettior (Cettiidae eller Scotocercidae) som är nära släkt med den likaledes utbrytna familjen lövsångare (Phylloscopidae) men också med familjen stjärtmesar (Aegithalidae). Även de två afrikanska hyliorna, numera urskilda i egna familjen Hyliidae anses höra till gruppen.

## Levnadssätt
Fijicettian hittas i bergsskogar, men lokalt även ner till havsnivå. Den håller sig ofta dolt lågt i tät undervegetation och bambu.

## Status
Fijicettian har ett begränsat utbredningsområde. Den tros även minska i antal, dock inte tillräckligt kraftigt för att anses vara hotad. IUCN kategoriserar arten som livskraftig.